# 碲酸钾
碲酸钾是一种无机化合物，是钾的碲酸盐，化学式 K
2TeO
4

## 制备
碲酸钾可以由二氧化碲和硝酸钾反应而成。

## 性质
碲酸钾是一种可溶于水的白色固体。

## 反应
和三氧化硫反应：
{\displaystyle {\mathsf {K_{2}TeO_{4}+SO_{3}\ {\xrightarrow {110^{o}C}}\ K_{2}SO_{4}+TeO_{3}}}}
和硝酸银反应，形成碲酸银：
{\displaystyle {\mathsf {AgNO_{3}+K_{2}TeO_{4}\ {\xrightarrow {T}}\ Ag_{2}TeO_{4}\downarrow +2\,KNO_{3}}}}